# Niclas Nylén
Niclas Nylén, bis 1990 Niclas Larsson, (* 21. März 1966 in Malmö, Schweden) ist ein ehemaliger schwedischer Fußballspieler. Der Defensivspieler, der in Schweden, Jugoslawien, Deutschland, Schottland, China und Italien spielte, nahm mit der schwedischen Nationalmannschaft an der Weltmeisterschaft 1990 teil.

## Werdegang

### Karrierestart
Nylén begann mit dem Fußballspielen beim Malmöer Klub BK Olympic, wo er an der Seite des ebenfalls späteren Allsvenskanspielers Peter Hillgren auflief. Bei einem Jugendturnier fiel er den Verantwortlichen des FK Vojvodina Novi Sad auf, die ihn im Sommer 1984 verpflichteten. Es blieb ein kurzes Intermezzo in Jugoslawien, so dass er bald zu seinem Heimatklub zurückkehrte. In den folgenden beiden Jahren lief er für den Drittligisten in der Staffel Skåne auf und belegte mit ihm Plätze im Mittelfeld der Tabelle.

### Erfolge mit Malmö FF und Nationalmannschaftsberufung
Der Nachwuchsspieler hatte höherklassig Aufmerksamkeit erregt und schloss sich vor der Erstliga-Spielzeit 1987 dem Malmö FF an. Mit dem von Roy Hodgson trainierten Vorjahresmeister führte er als Ergänzungsspieler, der zu fünf Ligaeinsätzen kam, nach der regulären Spielzeit mit fünf Punkten Vorsprung auf IFK Norrköping die Tabelle souverän an und erreichte nach zwei Siegen gegen Östers IF in der Meisterschaftsendrunde das Endspiel gegen den IFK Göteborg. Die von Gunder Bengtsson betreute Mannschaft war in der regulären Spielzeit Tabellendritter geworden, setzte sich jedoch nach einem 1:0-Heimerfolg und einer 1:2-Auswärtsniederlage aufgrund der Auswärtstorregel durch und gewann den Meistertitel. In seinem zweiten Jahr etablierte der Defensivspieler sich als Stammkraft. Erneut erreichte er mit dem Klub als Tabellenführer das Finale der Meisterschaftsendrunde. Im Aufeinandertreffen mit dem Stockholmer Klub Djurgårdens IF gewann der Malmöer Verein nach einem torlosen Remis im Hinspiel das Rückspiel mit einem 7:3-Erfolg, so dass Nylén den ersten Titel seiner Laufbahn holte.
In der Spielzeit 1989 gelang zum dritten Mal in Folge der Einzug ins Meisterschaftsendspiel, dieses Mal musste Nylén sich mit der Mannschaft dem IFK Norrköping geschlagen geben. Dennoch gelang im Jahresverlauf ein Titelgewinn, da er mit seiner Mannschaft das Pokalfinale gewann. Durch seine guten Leistungen im Saisonverlauf hatte er sich ins Notizbuch des schwedischen Nationaltrainers Olle Nordin gespielt. Im Rahmen der Qualifikation zur Weltmeisterschaftsendrunde in Italien debütierte er am 7. Mai 1989 beim 2:1-Erfolg über Polen im blau-goldenen Trikot und erzielte in der Nachspielzeit den Siegtreffer, der das Tor zur ersten Endrundenteilnahme für die Schweden seit dem WM-Turnier 1978 weit aufstieß. In der Folge hielt er sich im Kader der Landesauswahl, kam jedoch hauptsächlich als Einwechselspieler zum Einsatz.
Nachdem Nylén zu Beginn des Jahres 1990 seinen Namen geändert hatte, berücksichtigte ihn Nordin im Sommer des Jahres im Kader für die WM-Endrunde, bei den drei 1:2-Niederlagen in der Gruppenphase gegen Costa Rica, Brasilien und Schottland verfolgte er von der Ersatzbank. Im Anschluss an das Turnier blieb er seinem Klub treu, auch wenn unter Hodgsons Nachfolgern Bob Houghton und Viggo Jensen die Erfolge ausblieben. Zwar zog er mit der Mannschaft in den Spielzeiten 1991 und 1992 erneut in die mittlerweile im Ligamodus ausgetragene Meisterschaftsendrunde ein, der Klub belegte dort jedoch Plätze im hinteren Bereich. Im Anschluss an die Spielzeit 1994 verließ er auf Leihbasis den Klub ins Ausland und spielte in der Winterpause für den schottischen Klub Ayr United. Nach seiner Rückkehr nach Schweden Anfang des folgenden Jahres gehörte er unter Trainer Rolf Zetterlund erneut zu den Stammkräften und verhalf dem Klub in der Spielzeit 1996 zur Vizemeisterschaft hinter IFK Göteborg.

### Jahre im Ausland und Rückkehr nach Schweden
Im September 1996 verließ Nylén sein Heimatland erneut. Er unterschrieb einen Vertrag beim deutschen Klub Stuttgarter Kickers, der im Sommer in die 2. Bundesliga aufgestiegen war. Bis zur Winterpause bestritt er an der Seite von Markus Sailer, Ralf Strogies, Adnan Kevrić und Markus Lösch zwölf Spiele, in denen ihm beim Spiel gegen den SC Fortuna Köln ein Torerfolg gelang. Im Winter wechselte er erneut den Klub und schloss sich Cosenza Calcio 1914 in der italienischen Serie B an. Hier blieb er auch nur kurz, um sein Glück beim chinesischen Klub Dalian Shide zu suchen. Ende 1997 kehrte er als Meister der Chinese Super League nach Schweden zurück.
In der ersten Hälfte des Jahres 1998 lief Nylén für Halmstads BK in der Allsvenskan auf. Im Sommer folgte er erneut einem Angebot aus dem Ausland und kehrte nach Deutschland zurück. Für den Vorjahresabsteiger VfB Leipzig lief er in der Regionalliga Nordost auf. Nach dem als Tabellenzweiter hinter dem Chemnitzer FC verpassten Wiederaufstieg in die zweite Liga kehrte er abermals nach Schweden zurück, um seine Karriere bei den unterklassigen Vereinen Höllvikens GIF und BK Näset ausklingen zu lassen.
2005 ließ sich Nylén in Thailand nieder, wo er als Haus- und Grundstücksmakler sein Geld verdient.